# Сидоров, Тихон Егорович
Тихон Егорович Сидоров (1826, станица Незлобная, Терского казачьего войска, Ставропольская губерния — 17 [29] октября 1888, близ станции Борки, Харьковская губерния, Россия) — камер-казак Двора Её Императорского Величества государыни императрицы Марии Фёдоровны, Георгиевский кавалер.
22 года был в личной охране Марии Фёдоровны — с момента её прибытия в Россию в 1866 году до своей гибели при исполнении служебных обязанностей 17 (29) октября 1888 во время крушения императорского поезда близ станции Борки.

## Военная служба
Уроженец станицы Незлобной. Из казачьего сословия 1-й бригады Терского войска.
Военную службу начал в Волгском полку в 1847 году.
В 1854 году Тихон Егорович Сидоров получил звание унтер-офицера.
В 1855 году продолжил службу в Лейб-гвардии Кавказском казачьем эскадроне Собственного Его Императорского Величества Конвоя.
Он был отобран из 2-го Волгского полка Терского казачьего войска:

«В 1863 году из состава I-ой бригады Терского Казачьего войска для службы при главной императорской квартире были отобраны следующие чины: казаки Алексей Матющенко, Тихон Бараков и Аксён Бородин из 1-го Волжского полка. Урядник Тихон Сидоров, приказной Артём Нелепа, казаки Павел Паршин и Нифей Есенин, числились во 2-м Волжском полку, всего же 7 человек».
— Емельянов О.Б., Емельянова Л.А., Клочков С.В. Страницы истории станицы Незлобной Волжского казачьего полка. С. 90-92.
В 1864—1865 годах был командирован в Высочайшее путешествие императора Александра II и императрицы Марии Александровны в Германию и Францию, где находился при Марии Александровне и умирающем Наследнике Цесаревиче Николае Александровиче. «За отлично усердную службу во время нахождения Государыни Императрицы в Ницце, Всемилостивейше пожалован золотыми часами за № 5921 и такою же цепочкою».
В 1865 году находился на внутренней службе в Терском Казачьем войске.

## В личной охранеМарии Фёдоровны
18 октября 1866 году назначен камер-казаком к великой княжне Марии Фёдоровне (с 1881 года — Императрица), и при ней находился до 1888 года, до момента своей гибели.

«Камер-казаки, занимавшие штатные должности в „комнатной прислуге Их Императорских Величеств“, состояли на службе исключительно у императриц и осуществляли их личную охрану»
— Н. И. Тарасова

## Награды
- Знак отличия Военного ордена
- Медаль «За покорение Западного Кавказа»
- Крест «За службу на Кавказе» (1864)
- Золотая медаль "За усердие"
- Серебряная медаль "За усердие"
- Знак Собственного Его Величества Конвоя[6]

Тихон Егорович Сидоров был награждён за военные заслуги четырьмя боевыми наградами:
- Знак отличия Военного ордена под № 88059 — за участие в боевых действиях на Кавказе (1851 год).
- Медаль «За покорение Западного Кавказа»
- Медаль «В память войны 1853—1856»
- Крест «За службу на Кавказе» (1864)

Кроме того, за долгую службу при Императорском Дворе Т. Е. Сидоров был награждён, по всей видимости, всеми возможными для того времени наградами для низших придворных служителей.
Например, у него были и золотые, и серебряные медали «За усердие» на лентах орденов Св. Андрея Первозванного, Св. Александра Невского, Св. Анны и Св. Станислава. То есть, на лентах орденов Российской Империи, начиная от самого младшего (Св. Станислава) — до самого старшего (Св. Андрея Первозванного) ордена.
- Медаль «В память коронации императора Александра III».
- Золотая медаль «За усердие» на ленте ордена Св. Андрея Первозванного.
- Золотая медаль «За усердие» на ленте ордена Св. Александра Невского.
- Золотая медаль «За усердие» на ленте ордена Св. Анны.
- Золотая медаль «За усердие» на ленте ордена Св. Станислава.
- Серебряная медаль «За усердие» на ленте ордена Св. Андрея Первозванного.
- Серебряная медаль «За усердие» на ленте ордена Св. Александра Невского.
- Серебряная медаль «За усердие» на ленте ордена Св. Анны.
- Серебряная медаль «За усердие» на ленте ордена Св. Станислава.
- Знак Собственного Его Величества Конвоя[6]
- Золотые часы за № 5921 с золотой цепочкою.

## Место жительства
Тихон Егорович Сидоров с женой Екатериной Ивановной и дочерьми Прасковьей, Екатериной и Марией занимал казённую квартиру в Аничковом дворце.

## Гибель
Авария Императорского поезда произошла 17 октября 1888 года в 14 часов 14 минут на 295-м километре линии Курск — Харьков — Азов южнее Харькова. Царская семья ехала из Крыма в Санкт-Петербург. Поезд вели два паровоза, и скорость составила около 68 км/ч. При таких условиях произошёл сход 10 вагонов. Причём путь в месте крушения проходил по высокой насыпи (около 5 сажен).
По рассказам очевидцев, сильный толчок сбросил с места всех ехавших в поезде. После первого толчка последовал страшный треск, затем произошёл второй толчок, ещё сильнее первого, а после третьего, тихого, толчка поезд остановился.
Перед глазами уцелевших от крушения предстала ужасная картина разрушения. Все бросились разыскивать императорское семейство и вскоре увидели царя и его семью живыми и невредимыми. Вагон с императорской столовой, в которой находились Александр III и его жена императрица Мария Фёдоровна с детьми и свитой, был полностью разрушен: без колёс, со сплюснутыми и разрушенными стенами, он полулежал на левой стороне насыпи; крыша его лежала частью на нижней раме. Первым толчком повалило всех на пол, а когда после разрушения пол провалился и осталась одна рама, то все оказались на насыпи под прикрытием крыши.
Во всём императорском поезде, состоявшем из 15 вагонов, уцелело только пять, остановившихся от действия автоматических тормозов Вестингауза. Остались целыми также и оба паровоза. Вагон, в котором находились придворно-служащие и буфетная прислуга, был совершенно уничтожен, и все находившиеся в нём убиты наповал и найдены в обезображенном виде. 13 изуродованных трупов были подняты с левой стороны насыпи из остатков этого вагона. Среди погибших было найдено и обезображенное тело Тихона Егоровича Сидорова. У него была отрублена половина головы.
Александр III лично распоряжался извлечением раненых из-под обломков разбитых вагонов. Императрица с медицинским персоналом обходила раненых, подавала им помощь, всячески стараясь облегчить больным их страдания, несмотря на то что у неё самой повреждена была рука выше локтя и что она осталась в одном платье. На плечи царицы накинули офицерское пальто, в котором она и оказывала помощь.
Всего пострадало при крушении 68 человек, из них 21 человек погиб. Только в сумерки, когда все убитые были опознаны и не осталось без помощи ни одного раненого, царская семья села во второй прибывший сюда царский поезд (свитский) и отбыла на станцию Лозовую.

## Императрица о гибели Сидорова
Императрица о гибели Сидорова написала как минимум в двух письмах.
1. Из письма брату, греческому королю Георгу I от 6 ноября 1888 г. :

«Но какую скорбь и ужас испытали мы, увидев множество убитых и раненых, наших дорогих и преданных нам людей… Мой дорогой пожилой казак, который был около меня в течение 22 лет, был раздавлен и совершенно неузнаваем, так как у него не было половины головы…»
— Императрица Мария Фёдоровна
2. Из письма мужу — императору Александру III (без даты):

«В полдень мы прибыли к месту крушения. Там был очень трогательный прием с хлебом-солью: губернатор Харькова, знать, крестьяне. Мы пошли в очень приятную маленькую церковь, там прошёл молебен. Затем при палящем зное мы заложили первый камень большой церкви, которая, если верить плану, должна быть очень красивой. Потом мы снизу смотрели на ту высоту, с которой бедная малышка упала из вагона. Она показалась мне ещё более грандиозной, а происшедшее ещё более ужасным. На этом месте воздвигли большой крест. Там же похоронили всех погибших и все найденные останки, в том числе половину головы моего несчастного Сидорова…»
— Императрица Мария Фёдоровна

## Могила камер-казака Сидорова
После крушения императорского поезда большинство погибших нижних чинов были похоронены в братской могиле возле места катастрофы. По распоряжению императрицы тело камер-казака Тихона Егоровича Сидорова было перевезено в Санкт-Петербург и погребено на Волковском православном кладбище, на Глазуновских мостках (ныне Глазуновская дорожка).
Сень над могилой и убранство (иконы, серебряные венки, памятные доски с именами других погибших в катастрофе, утварь и т. п.) были похищены в 20-е — 30-е годы XX века во время общего разграбления кладбища. Надгробный памятник в начале 2000-х годов был повален вандалами и могилу попытались снести. Однако, стараниями М. Н. Колотило и Л. Г. Колотило памятник был восстановлен.
- Могила камер-казака Тихона Егоровича Сидорова
- Могила камер-казака Т. Е. Сидорова (вид с востока)
- Общий вид семейного некрополя. Слева могила камер-казака Т.Е.Сидорова
- Могила камер-казака Т. Е. Сидорова (вид с запада)

## Видеофильм и телепередача
- Высочайшего двора служители. Ливрейный костюм конца XIX — начала XX века в собрании Эрмитажа / Видеофильм, сопровождающий временную выставку
- Новостная телепередача на канале 100TV 14 августа 2014 года, в 20.04.